# Fluxo invíscido
Em dinâmica dos fluidos, fluxo invíscido, escoamento invíscido, ou superfluido, é o fluxo de um fluido que não tem viscosidade.  Hipótese simplificadora baseado em um fluido ideal que facilmente resolvem alguns problemas. Uma região de escoamento sem viscosidade é uma região onde as forças viscosas resultantes são desprezíveis comparadas com as forças inerciais e/ou de pressão, porque o número de Reynolds (ou coeficiente) é grande; o próprio fluido ainda é um fluido viscoso.
O número de Reynolds do fluxo invíscido se aproxima do infinito conforme a viscosidade se aproxima de zero. Quando as forças viscosas são desprezadas, como no caso do escoamento invíscido, a equação de Navier-Stokes pode ser simplificada para uma forma conhecida como equação de Euler. Esta equação simplificada é aplicável tanto para escoamentos invíscidos quanto para escoamentos com baixa viscosidade e um número de Reynolds muito maior que um. Usando a equação de Euler, muitos problemas de dinâmica de fluidos envolvendo baixa viscosidade são facilmente resolvidos, no entanto, a viscosidade desprezível assumida não é mais válida na região do fluido próximo a um limite sólido (a camada limite) ou, mais geralmente, em regiões com grandes gradientes de velocidade que são evidentemente acompanhados por forças viscosas
O fluxo de fluidos com baixos valores de viscosidade comporta-se em estreita proximidade com o fluxo invíscido em todas as posições, exceto perto da fronteira (paredes do duto), onde a camada limite de fluido desempenha um papel significativo.
Os fluxos invíscidos são amplamente classificados em fluxos potenciais (ou fluxos irrotacionais) e fluxos invíscidos rotacionais.

Escoamento invíscido ao redor de um cilindro. A cor indica pressão, quanto mais escuro o azul, maior a pressão.

## Hipótese de Prandtl
O físico alemão Ludwig Prandtl desenvolveu, em 1904, o conceito moderno de camada limite. Sua hipotese estabeleceu que, para fluidos com baixa viscosidade, as forças de cisalhamento devido à viscosidade são evidentes apenas em regiões finas no limite do fluido, adjacentes a superfícies sólidas. Fora dessas regiões, e em regiões de gradiente de pressão favorável, as forças de cisalhamento estão ausentes, então o campo de fluxo do fluido pode ser considerado o mesmo que o escoamento de um fluido inviscido. Ao empregar a hipotese de Prandtl é possível estimar o escoamento de um fluido real em regiões de gradiente de pressão favorável assumindo escoamento invíscido e investigando o padrão de escoamento irrotacional ao redor do corpo sólido.
Após a separação do fluido real da camada limite ocorre a formação de ondas turbulentas que não podem ser modeladas, considerando um fluido invíscido. A separação da camada limite geralmente ocorre quando o gradiente de pressão reverte de favorável para adverso, portanto, é impreciso usar o fluxo invíscido para estimar o fluxo de um fluido real em regiões de gradiente de pressão adverso.

## Número de Reynolds
O número de Reynolds (Re) é uma quantidade adimensional comumente usada em dinâmica de fluidos e engenharia. Originalmente descrito por George Gabriel Stokes, em 1850, tornou-se popularizado por Osborne Reynolds, após o qual o conceito foi nomeado por Arnold Sommerfeld em 1908. O número de Reynolds é calculado como:
{\displaystyle Re={l_{c}v\rho  \over \mu }}
| Simbolo               | Descrição                  | Unidades | Unidades |
| --------------------- | -------------------------- | -------- | -------- |
| {\displaystyle l_{c}} | comprimento característico | m        |          |
| {\displaystyle v}     | velocidade do fluido       | m/s      |          |
| {\displaystyle \rho } | densidade do fluido        | kg/m3    |          |
| {\displaystyle \mu }  | viscosidade do fluido      | Pa*s     |          |

O valor do número de Reynolds representa a razão das forças de inércia em relação às forças de viscosidade em um fluido, e é útil para determinar a importância relativa da viscosidade. No escoamento invíscido, desde que a viscosidade seja zero, o número de Reynolds se aproxima do infinito. Quando as forças de viscosidade são desprezíveis, o número de Reynolds é muito maior que um.  Em muitos casos (Re>>1), assumir que o escoamento seja invíscido pode ser útil para simplificar muitos problemas de dinâmica dos fluidos.

## Equações de Euler
Em uma publicação de 1757, o físico e matemático suiço Leonhard Euler descreveu um conjunto de equações que definem o comportamento do escoamento invíscido:
{\displaystyle \rho {D\mathbf {v}  \over Dt}=-\nabla p+\rho \mathbf {g} }
| Simbolo                      | Descrição                           | Unidade |
| ---------------------------- | ----------------------------------- | ------- |
| {\displaystyle {D \over Dt}} | diferenciação numérica do material  |         |
| {\displaystyle \nabla }      | operador del                        |         |
| {\displaystyle p}            | pressão                             | Pa      |
| {\displaystyle \mathbf {g} } | vetor aceleração devido à gravidade | m/s2    |

Assumir o escoamento invíscido permite que a equação de Euler seja aplicada para o fluxo em que as forças de viscosidade são insignificantes. Alugns exemplos incluem o escoamento ao redor de uma asa de avião, o escoamento ao redor de suportes de pontes em um rio e correntes oceânicas.
A aproximação da equação de Euler é apropriada em regio~es de alto número de Reynolds do escoamento, onde as forças viscosas resultantes são desprezíveis, muito distantes das paredes e esteiras.

Escoamento invíscido em torno de uma asa de avião.

### Equação de Navier-Stokes
Em 1845, George Gabriel Stokes publicou outro importante conjunto de equações, hoje conhecidas como equações de Navier-Stokes. Claude-Louis Navier desenvolveu as equações primeiro usando a teoria molecular, que foi posteriormente confirmada por Stokes usando a teoria do contínuo. As equações de Navier-Stokes descrevem o movimento dos fluidos:
{\displaystyle \rho {D\mathbf {v}  \over Dt}=-\nabla p+\mu \nabla ^{2}\mathbf {v} +\rho \mathbf {g} }
Quando o fluido é invíscido, ou a viscosidade pode ser considerada desprezível, a equação de Navier-Stokes é simplificada para a equação de Euler: Essa simplificação é muito mais fácil de resolver e pode ser aplicada a muitos tipos de escoamento nos quais a viscosidade é desprezível. Alguns exemplos incluem o escoamento em torno de uma asa de avião, o escoamento em torno de suportes de pontes em um rio e correntes oceânicas.
A equação de Navier-Stokes se reduz à equação de Euler quando {\displaystyle \mu =0}. Outra condição que leva à eliminação da força de viscosidade é {\displaystyle \nabla ^{2}\mathbf {v} =0}, e isso resulta em um "arranjo de escoamento invíscido". Esses fluxos são semelhantes a vórtices.

### Limites sólidos
É importante notar que a viscosidade desprezível não pode mais ser assumida perto de contornos sólidos, como no caso da asa de um avião. Em regimes de fluxo turbulento (Re >> 1), a viscosidade pode normalmente ser negligenciada, porém isso só é válido em distâncias longuínquas das interfaces sólidas. Ao considerar o fluxo nas proximidades de uma superfície sólida, como o fluxo através de um tubo ou ao redor de uma asa, é conveniente categorizar quatro regiões distintas de fluxo próximas à superfície:
- Escoamento turbulento principal: Mais distante da superfície, a viscosidade pode ser desprezada.
- Subcamada inercial: O início do escoamento turbulento principal, a viscosidade tem apenas uma importância menor.
- Camada tampão: A transformação entre camadas inerciais e viscosas.
- Subcamada viscosa: Mais próxima da superfície, aqui a viscosidade é importante.Escoamento se desenvolvendo sobre uma superfície sólida

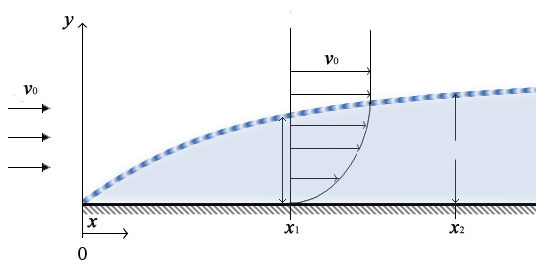
Escoamento se desenvolvendo sobre uma superfície sólida

## Superfluidos
Superfluido é o estado da matéria que apresenta fluxo sem atrito e viscosidade zero, também conhecido como escoamento invíscido.
Até o momento, o hélio é o único superfluido já descoberto. O hélio-4 torna-se um superfluido quando é resfriado abaixo de 2,2 K, um ponto conhecido como ponto lambda. Em temperaturas acima do ponto lambda, o hélio existe como um líquido exibindo comportamento fluido dinâmico normal. Uma vez resfriado abaixo de 2,2 K, ele começa a exibir comportamento quântico. Por exemplo, no ponto lambda há um aumento acentuado da capacidade calorífica, à medida que continua a ser resfriado, a capacidade calorífica começa a diminuir com a temperatura. Além disso, a condutividade térmica é muito grande, contribuindo para as excelentes propriedades de refrigeração do hélio superfluido. Da mesma forma, o Hélio-3 torna-se u um superfluido em 2.491mK.

### Aplicações
Os espectrômetros são mantidos a uma temperatura muito baixa usando hélio como refrigerante. Isso permite um fluxo de fundo mínimo em leituras de infravermelho distante. Alguns dos designs para os espectrômetros podem ser simples, mas mesmo essa estrutura apresenta dificuldade de permanecer com menos de 20 Kelvin. Esses dispositivos não são comumente usados, pois é muito caro usar hélio superfluido em vez de outros refrigerantes.

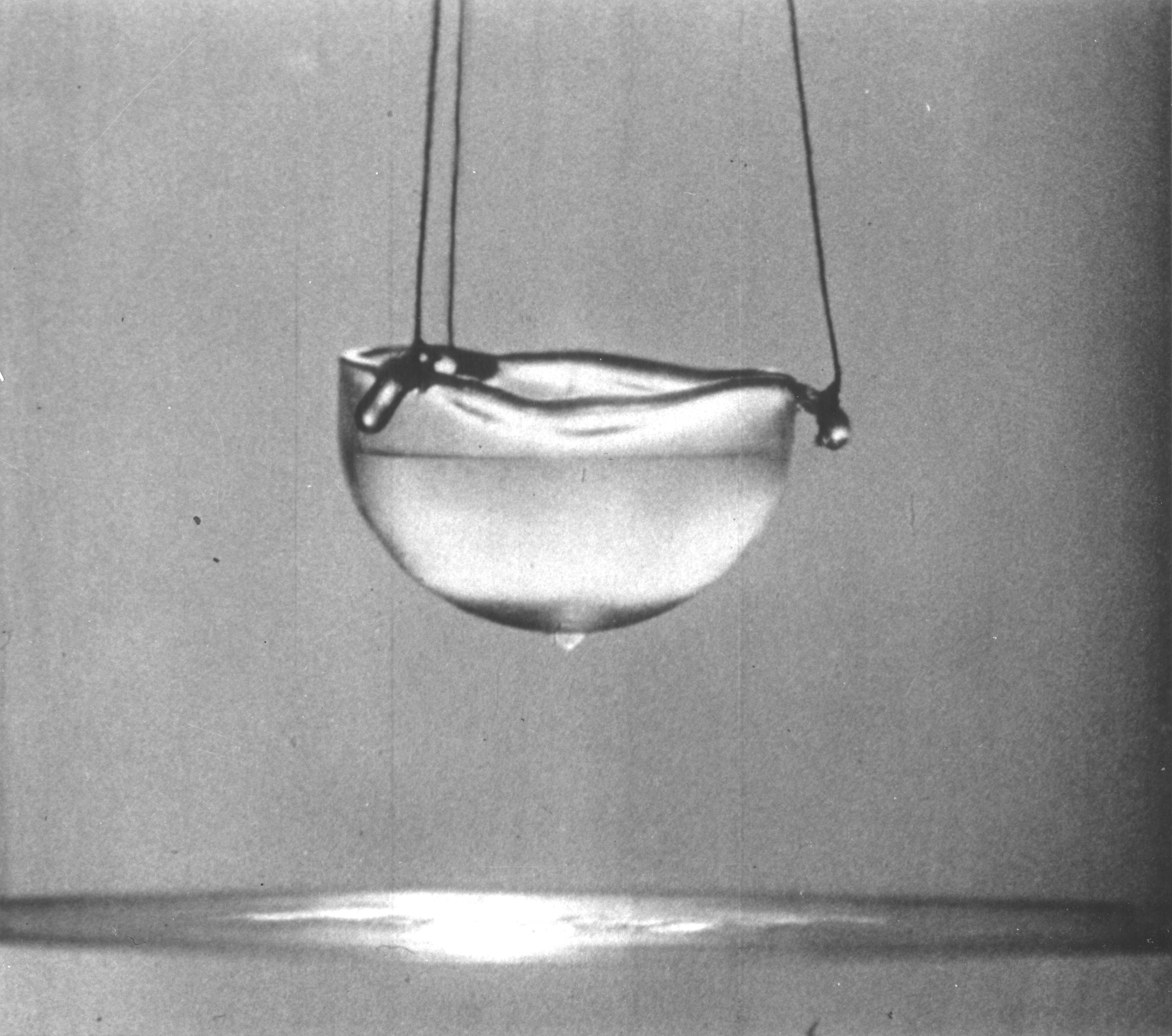
Hélio superfluido.

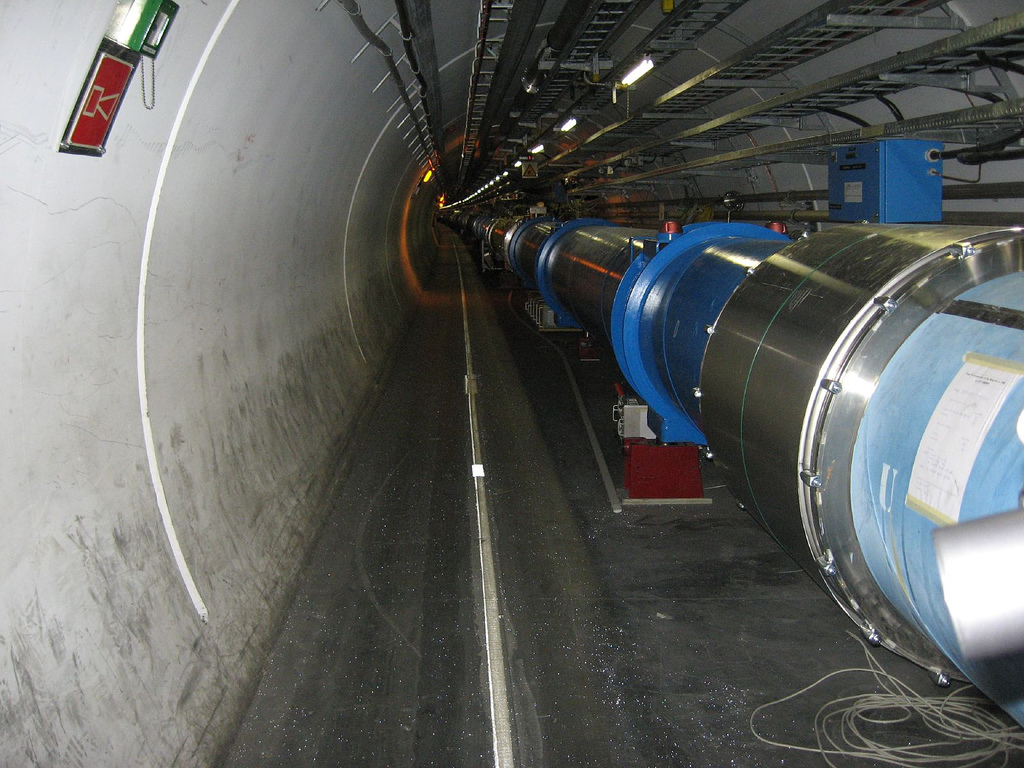
Grande Colisor de Hárdrons (LHC)

O hélio superfluido tem uma condutividade térmica muito alta, o que o torna muito útil para resfriar supercondutores. Supercondutores como os usados no LHC (Large Hadron Collider) são resfriados a temperaturas de aproximadamente 1,9 Kelvin. Essa temperatura permite que os ímãs de nióbio-titânio atinjam um estado supercondutor. Sem o uso do hélio superfluido, essa temperatura não seria possível. Usar hélio para resfriar a essas temperaturas é muito caro e os sistemas de resfriamento que usam fluidos alternativos são fáceis de ser encontrados.